# Davide Ignazio Franceschetti
Davide Ignazio Franceschetti (Melzo, 2 aprile 1966 – Lancenigo, 8 febbraio 2001) è stato un militare italiano, insignito di medaglia d'oro al valor militare alla memoria. Sacrificando la propria vita, evitò la caduta del suo aeromobile, in grave avaria, in corrispondenza in una zona densamente abitata.